# Zamek Manzanares el Real

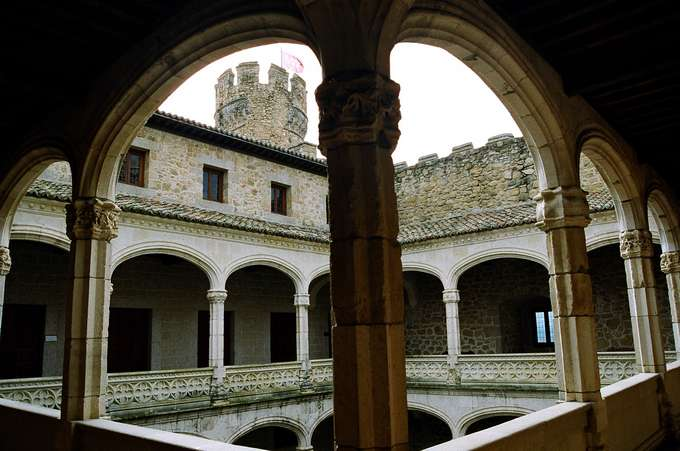
Dziedziniec wewnątrz zamku

Zamek Manzanares el Real (hiszp. Castillo nuevo de Manzanares el Real) – zamek znajdujący się w miejscowości Manzanares el Real. Leży w południowej części gór Sierra de Guadarrama.

## Architektura
Miejsce to jest na planie czworokąta, w rogach posiada trzy okrągłe wieże oraz wielką basztę – Torre del Homenaje. Wnętrze zawiera wartościowe arrasy, zbroje, meble i przedmioty pochodzące z różnych epok. Jest w całości zbudowany z Granitu.
Zamek w Manzanares el Real nie tylko należy do historycznego dziedzictwa Madrytu, ale też związany jest z najnowszą historią regionu Madrytu, ponieważ w tych salach powstał Statut Autonomii Regionu Madrytu, który w końcu zatwierdzony został przez Kongres i Senat w roku 1983.